# Lijst van voetbalinterlands Honduras - Turkije
Deze lijst van voetbalinterlands is een overzicht van alle officiële voetbalwedstrijden tussen de nationale teams van Honduras en Turkije. De landen speelden tot op heden drie keer tegen elkaar. De eerste ontmoeting, een vriendschappelijke wedstrijd, werd gespeeld in Toronto (Canada) op 11 juni 1995. Het laatste duel, eveneens een vriendschappelijke wedstrijd, vond plaats op 29 mei 2014 in Washington D.C. (Verenigde Staten).

## Wedstrijden
| № | Plaats          | Datum        | Competitie        | Wedstrijd          | Uitslag |
| - | --------------- | ------------ | ----------------- | ------------------ | ------- |
| 1 | Toronto         | 11 juni 1995 | Vriendschappelijk | Honduras – Turkije | 0 – 1   |
| 2 | Istanboel       | 3 maart 2010 | Vriendschappelijk | Turkije – Honduras | 2 – 0   |
| 3 | Washington D.C. | 29 mei 2014  | Vriendschappelijk | Honduras − Turkije | 0 − 2   |

## Samenvatting
| Competitie        | Totaal gespeeld | Winst Honduras | Gelijk | Winst Turkije | Doelsaldo Honduras – Turkije |
| ----------------- | --------------- | -------------- | ------ | ------------- | ---------------------------- |
| Vriendschappelijk | 3               | 0              | 0      | 3             | 0 − 5                        |
| Totaal            | 3               | 0              | 0      | 3             | 0 − 5                        |

## Details

### Eerste ontmoeting
| Vriendschappelijk (Toronto, Canada, 11 juni 1995): |              | |
| Honduras | 0 – 1        | Turkije |
| | goals        | 89' Tolunay Kafkas |
| Carlos Cruz Corransa | bondscoach   | Fatih Terim |
| Wilmer Cruz Germán Centeno Ninrod Medina Hernaín Arzú Milton Reyes Byron Suazo Óscar Lagos Amado Guevara César Obando 87' Nicolás Suazo 70' Presley Carson 80' | opstellingen | Rüştü Reçber 34' Vural Korkmaz Bülent Korkmaz 56' Emre Aşık Alpay Özalan 46' Abdullah Ercan Tolunay Kafkas Ogün Temizkanoğlu 79' Hami Mandıralı Ahmet Oğuz Çetin 46' Sergen Yalçın |
| Leonardo Rodríguez 70' Geovanni Avila 80' Nelson Rosales 87'                                                                                                   | wissels      | 34' Mustafa Özer 46' Mutlu Topçu 46' Ertuğrul Sağlam 56' Osman Özköylü 79' Bülent Uygun                                                                                            |
| | gele kaarten | ??' Emre Aşık |
| | rode kaarten | 80' Ogün Temizkanoğlu |

### Tweede ontmoeting
| Vriendschappelijk (Istanboel, Turkije, 3 maart 2010): |              | |
| Turkije | 2 – 0        | Honduras |
| Emre Güngör 41' Hamit Altıntop 55' | goals        | |
| Oğuz Çetin | bondscoach   | Reinaldo Rueda |
| Volkan Demirel Sabri Sarıoğlu 84' Emre Güngör Servet Çetin Caner Erkin Hamit Altıntop Mehmet Aurélio 81' Emre Belözoğlu 77' Arda Turan 62' Volkan Şen 46' Mevlüt Erdinç 46' | opstellingen | Donis Escober Emilio Izaguirre Maynor Figueroa Victor Bernárdez Mauricio Sabillón 46' Edgar Álvarez 84' Danilo Turcios 69' Wilson Palacios 46' Julio César de León 69' Carlos Costly 46' David Suazo |
| Halil Altıntop 46' Tuncay Şanlı 46' Ozan İpek 62' Nuri Şahin 77' Necip Uysal 81' Colin Kâzım-Richards 84'                                                                   | wissels      | 46' Amado Guevara 46' Carlos Pavón 46' Walter Martínez 69' Hendry Thomas 69' Georgie Welcome |
| | gele kaarten | 50' Amado Guevara |
| - Debuut van Necip Uysal (Beşiktaş), Ozan İpek en Volkan Şen (beiden Bursaspor) voor Turkije.                                                                               |              | |

### Derde ontmoeting
| Vriendschappelijk (Washington D.C., Verenigde Staten, 29 mei 2014): |              | |
| Honduras | 0 – 2        | Turkije |
| | goals        | 69' Mevlüt Erdinç 82' Caner Erkin |
| Luis Fernando Suárez | bondscoach   | Fatih Terim |
| Noel Valladares Brayan Beckeles Víctor Bernárdez 46' Maynor Figueroa Emilio Izaguirre 81' Andy Najar 66' Wilson Palacios 67' Jorge Claros Roger Espinoza 46' Jerry Palacios 46' Jerry Bengtson | opstellingen | Tolga Zengin 80' Tarık Çamdal Ömer Toprak Hakan Balta İshak Doğan 46' Olcan Adın 10' Alper Potuk Ozan Tufan 46' Hakan Çalhanoğlu 84' Mustafa Pektemek 46' Olcay Şahan |
| Osman Chávez 46' Mario Roberto Martínez 46' Rony Martínez 46' Marvin Chávez 66' Juan Pablo Montes 67' Juan Carlos García 81'                                                                   | wissels      | 10' Oğuzhan Özyakup 46' Gökhan Gönül 46' Mevlüt Erdinç 46' Caner Erkin 80' Adem Büyük 84' Ahmet İlhan Özek                                                            |
| Osman Chávez 62' | gele kaarten | |

Hondurese voetbalbond · A-internationals · Selecties · Bondscoaches · Hondurees vrouwenelftal · Olympisch elftal · Honduras U21 · Honduras U19 · Honduras U17
1920 – 1959 ·
1960 – 1969 ·
1970 – 1979 ·
1980 – 1989 ·
1990 – 1999 ·
2000 – 2009 ·
2010 – 2019 ·
2020 − 2029
CGC 2021
CA 2001
WK 1982 · 
WK 2010 · 
WK 2014
OS 2000 · 
OS 2008 · 
OS 2012 ·
OS 2016 ·
OS 2020
1921 · 
1922–1929 · 
1930 · 
1931–1934 · 
1935 · 
1936–1945 · 
1946 · 
1947–1949 · 
1950 · 
1951–1952 · 
1953 · 
1954 · 
1955 · 
1956 · 
1957 · 
1958–1959 · 
1960 · 
1961 · 
1962 · 
1963 · 
1964 · 
1965 · 
1966 · 
1967 · 
1968 · 
1969 · 
1970 · 
1971 · 
1972 · 
1973 · 
1974 · 
1975 · 
1976 · 
1977 · 
1978 · 
1979 · 
1980 · 
1981 · 
1982 · 
1983 · 
1984 · 
1985 · 
1986 · 
1987 · 
1988 · 
1989–1990 · 
1991 · 
1992 · 
1993 · 
1994 · 
1995 · 
1996 · 
1997 · 
1998 · 
1999 · 
2000 · 
2001 · 
2002 · 
2003 · 
2004 · 
2005 · 
2006 · 
2007 · 
2008 · 
2009 · 
2010 · 
2011 · 
2012 · 
2013 · 
2014 · 
2015 · 
2016 ·
2017 ·
2018 ·
2019 ·
2020 ·
2021 ·
2022 ·
2023 ·
2024
Argentinië ·
Australië ·
Azerbeidzjan ·
Belize ·
Bermuda ·
Bolivia ·
Brazilië ·
Canada ·
Chili ·
China ·
Colombia ·
Costa Rica ·
Cuba ·
Curaçao ·
Denemarken ·
Ecuador ·
El Salvador ·
Engeland ·
Finland ·
Frankrijk ·
Grenada ·
Griekenland ·
Guatemala ·
Haïti ·
IJsland ·
Israël ·
Jamaica ·
Japan ·
Joegoslavië ·
Letland · 
Mexico ·
Nederlandse Antillen ·
Nicaragua ·
Nieuw-Zeeland ·
Noord-Ierland · 
Noorwegen ·
Panama ·
Paraguay ·
Peru ·
Puerto Rico ·
Qatar ·
Roemenië ·
Saint Vincent en de Grenadines ·
Saoedi-Arabië ·
Servië ·
Slovenië ·
Spanje ·
Suriname ·
Trinidad en Tobago ·
Turkije ·
Uruguay ·
Venezuela ·
Verenigde Arabische Emiraten ·
Verenigde Staten ·
Wit-Rusland ·
Zambia ·
Zuid-Afrika ·
Zuid-Korea ·
Zwitserland
Chili (2010) ·
Ecuador (2014) ·
Frankrijk (2014) ·
Spanje (2010) ·
Zwitserland (2010) · 
Zwitserland (2014)
TFF · A-internationals · Selecties · Bondscoaches · Turks vrouwenelftal · Olympisch elftal · Turkije U21 · Turkije U20 · Turkije U19 · Turkije U18 · Turkije U17 · Turkije U16
1923 – 1929 · 
1930 – 1939 · 
1940 – 1949 · 
1950 – 1959 · 
1960 – 1969 · 
1970 – 1979 · 
1980 – 1989 · 
1990 – 1999 · 
2000 – 2009 · 
2010 – 2019 ·
2020 − 2029
EK 1996 · 
EK 2000 · 
EK 2008 · 
EK 2016 ·
EK 2020 ·
EK 2024 · WK 1954 · WK 2002 · OS 1924 · 
OS 1928 · 
OS 1936 · 
OS 1948 · 
OS 1952 · 
OS 1960
1923 · 
1924 · 
1925 · 
1926 · 
1927 · 
1928 · 
1929 · 1930 · 
1931 · 
1932 · 
1933 · 1934 · 1935 · 
1936 · 
1937 · 
1938 · 1939 · 1940 · 1941 · 1942 · 1943 · 1944 · 1945 · 1946 · 1947 · 
1948 · 
1949 · 
1950 · 
1952 · 
1952 · 
1953 · 
1954 · 
1955 · 
1956 · 
1957 · 
1958 · 
1959 · 
1960 · 
1961 · 
1962 · 
1963 · 
1964 · 
1965 · 
1966 · 
1967 · 
1968 · 
1969 · 
1970 · 
1971 · 
1972 · 
1973 · 
1974 · 
1975 · 
1976 · 
1977 · 
1978 · 
1979 · 
1980 · 
1981 · 
1982 · 
1983 · 
1984 · 
1985 · 
1986 · 
1987 · 
1988 · 
1989 · 
1990 · 
1991 · 
1992 · 
1993 · 
1994 · 
1995 · 
1996 · 
1997 · 
1998 · 
1999 · 
2000 · 
2001 · 
2002 · 
2003 · 
2004 · 
2005 · 
2006 · 
2007 · 
2008 · 
2009 · 
2010 · 
2011 · 
2012 · 
2013 · 
2014 · 
2015 ·
2016 ·
2017 ·
2018 ·
2019 ·
2020 ·
2021 ·
2022 ·
2023 ·
2024
Albanië ·
Algerije ·
Andorra ·
Angola ·
Armenië ·
Australië ·
Azerbeidzjan ·
België ·
Bosnië en Herzegovina ·
Brazilië ·
Bulgarije ·
Canada ·
Chili ·
China ·
Colombia ·
Costa Rica ·
DDR ·
Denemarken ·
Duitsland ·
Ecuador ·
Egypte ·
Engeland ·
Estland ·
Ethiopië ·
Faeröer ·
Finland ·
Frankrijk ·
Georgië ·
Ghana ·
Gibraltar ·
Griekenland ·
Guinee ·
Honduras ·
Hongarije ·
Ierland ·
IJsland ·
Irak ·
Iran ·
Israël ·
Italië ·
Ivoorkust ·
Japan ·
Joegoslavië ·
Kameroen ·
Kazachstan ·
Kosovo ·
Kroatië ·
Letland ·
Libanon ·
Libië ·
Liechtenstein ·
Litouwen ·
Luxemburg ·
Maleisië ·
Malta ·
Moldavië ·
Montenegro · 
Nederland ·
Nieuw-Zeeland ·
Noord-Ierland ·
Noord-Macedonië ·
Noorwegen ·
Oekraïne ·
Oezbekistan ·
Oostenrijk ·
Pakistan ·
Paraguay ·
Polen ·
Portugal ·
Qatar · 
Roemenië ·
Rusland ·
San Marino ·
Saoedi-Arabië ·
Schotland ·
Senegal ·
Servië ·
Slovenië · 
Slowakije ·
Sovjet-Unie ·
Spanje ·
Syrië ·
Tsjechië ·
Tsjecho-Slowakije ·
Tunesië ·
Uruguay ·
Verenigde Staten ·
Wales ·
Wit-Rusland ·
Zuid-Afrika ·
Zuid-Korea ·
Zweden ·
Zwitserland
Brazilië (2002, 1) · 
Costa Rica (2002) · 
Duitsland (2008) · 
Italië (2021) · 
Kroatië (2008) · 
Kroatië (2016) · 
Portugal (2008) · 
Spanje (2016) · 
Tsjechië (2008) · 
Wales (2021) · 
Zwitserland (2008) · 
Zwitserland (2021)